# Enno Luigi della Frisia orientale
Enno Luigi della Frisia orientale (Aurich, 29 ottobre 1632 – Aurich, 4 aprile 1660) fu conte della Frisia orientale dal 1648 al 1654 e principe dal 1654 alla propria morte.

## Biografia
Enno Luigi passò gli anni della propria giovinezza a viaggiare in Europa con il fratello minore sull'esempio del Grand Tour, toccando mete come i Paesi Bassi, la Francia e la Svizzera, godendo di un'educazione costosa per l'epoca, svoltasi presso la corte dell'imperatore Ferdinando III d'Asburgo, ottenendo di essere ammesso a soli 19 anni nel Reichshofrat, il consiglio aulico dell'Imperatore ed ottenendone i favori.
Fu così che, soprattutto su pressione della madre, Enno Luigi riuscì ad ottenere nel 1654 il titolo di principe dalla corte imperiale, dietro pagamento della somma di 15.000 fiorini, ma solo limitatamente alla sua persona e senza alcun seggio nel Reichstag. Il titolo di principe ereditario lo otterrà solo suo fratello Giorgio Cristiano nel 1662.
Sotto l'aspetto matrimoniale, Enno Luigi era originariamente fidanzato con Enrichetta Caterina di Nassau, ma successivamente per incompatibilità il 7 novembre 1656 egli sposò Giuliana Sofia di Barby. Da questo matrimonio nacquero due figlie :
- Giuliana Luisa;
- Sofia Guglielmina

Enno Luigi morì il 4 aprile 1660 a seguito di un incidente di caccia. Non avendo avuto eredi maschi, gli succedette il fratello minore Giorgio Cristiano.

## Ascendenza
|                                                 |                                          |                                                    | Genitori                                         |  |  | Nonni |  |  | Bisnonni                                   |  |  | Trisnonni                                 |  |
|                                                 |                                          |                                                    |                                                  |  |  |       |  |  | 8. Edzard II, conte della Frisia orientale |  |  | 16. Enno II, conte della Frisia orientale |  |
|                                                 |                                          |                                                    |                                                  |  |  |       |  |  | 8. Edzard II, conte della Frisia orientale |  |  | 16. Enno II, conte della Frisia orientale |  |
|                                                 |                                          | 17. Anna von Oldenburg                             |                                                  |  |  |       |  |  | 8. Edzard II, conte della Frisia orientale |  |  |                                           |  |
| 4. Enno III, conte della Frisia orientale       |                                          |                                                    |                                                  |  |  |       |  |  | 8. Edzard II, conte della Frisia orientale |  |  |                                           |  |
|                                                 |                                          | 9. Katarina Gustavsdotter Vasa                     | 18. Gustav I, re di Svezia                       |  |  |       |  |  |                                            |  |  |                                           |  |
|                                                 |                                          | 9. Katarina Gustavsdotter Vasa                     | 18. Gustav I, re di Svezia                       |  |  |       |  |  |                                            |  |  |                                           |  |
|                                                 |                                          | 9. Katarina Gustavsdotter Vasa                     | 19. Margherita Eriksdotter Leijonhufvud          |  |  |       |  |  |                                            |  |  |                                           |  |
| 2. Ulrich II, conte della Frisia orientale      |                                          | 9. Katarina Gustavsdotter Vasa                     |                                                  |  |  |       |  |  |                                            |  |  |                                           |  |
|                                                 |                                          | 10. Adolf, duca di Schleswig-Holstein-Gottorp      | 20. Frederik I, re di Danimarca                  |  |  |       |  |  |                                            |  |  |                                           |  |
|                                                 |                                          | 10. Adolf, duca di Schleswig-Holstein-Gottorp      | 20. Frederik I, re di Danimarca                  |  |  |       |  |  |                                            |  |  |                                           |  |
|                                                 |                                          | 10. Adolf, duca di Schleswig-Holstein-Gottorp      | 21. Zofia Pomorska                               |  |  |       |  |  |                                            |  |  |                                           |  |
| 5. Anna von Schleswig-Holstein-Gottorf          |                                          | 10. Adolf, duca di Schleswig-Holstein-Gottorp      |                                                  |  |  |       |  |  |                                            |  |  |                                           |  |
|                                                 |                                          | 11. Christine von Hessen                           | 22. Philipp I, langravio d'Assia                 |  |  |       |  |  |                                            |  |  |                                           |  |
|                                                 |                                          | 11. Christine von Hessen                           | 22. Philipp I, langravio d'Assia                 |  |  |       |  |  |                                            |  |  |                                           |  |
|                                                 |                                          | 11. Christine von Hessen                           | 23. Christina von Sachsen                        |  |  |       |  |  |                                            |  |  |                                           |  |
| 1. Enno Ludwig, principe della Frisia Orientale |                                          | 11. Christine von Hessen                           |                                                  |  |  |       |  |  |                                            |  |  |                                           |  |
|                                                 | 12. Georg I, langravio d'Assia-Darmstadt | 24. Philipp I, langravio d'Assia (= 22)            |                                                  |  |  |       |  |  |                                            |  |  |                                           |  |
|                                                 | 12. Georg I, langravio d'Assia-Darmstadt | 24. Philipp I, langravio d'Assia (= 22)            |                                                  |  |  |       |  |  |                                            |  |  |                                           |  |
|                                                 | 12. Georg I, langravio d'Assia-Darmstadt | 25. Christina von Sachsen (= 23)                   |                                                  |  |  |       |  |  |                                            |  |  |                                           |  |
| 6. Ludwig V, langravio d'Assia-Darmstadt        | 12. Georg I, langravio d'Assia-Darmstadt |                                                    |                                                  |  |  |       |  |  |                                            |  |  |                                           |  |
|                                                 |                                          | 13. Magdalena zur Lippe                            | 26. Bernhard VIII, conte di Lippe                |  |  |       |  |  |                                            |  |  |                                           |  |
|                                                 |                                          | 13. Magdalena zur Lippe                            | 26. Bernhard VIII, conte di Lippe                |  |  |       |  |  |                                            |  |  |                                           |  |
|                                                 |                                          | 13. Magdalena zur Lippe                            | 27. Katharina von Waldeck-Eisenberg              |  |  |       |  |  |                                            |  |  |                                           |  |
| 3. Juliane von Hessen-Darmstadt                 |                                          | 13. Magdalena zur Lippe                            |                                                  |  |  |       |  |  |                                            |  |  |                                           |  |
|                                                 |                                          | 14. Johann Georg, principe elettore di Brandeburgo | 28. Joachim II, principe elettore di Brandeburgo |  |  |       |  |  |                                            |  |  |                                           |  |
|                                                 |                                          | 14. Johann Georg, principe elettore di Brandeburgo | 28. Joachim II, principe elettore di Brandeburgo |  |  |       |  |  |                                            |  |  |                                           |  |
|                                                 |                                          | 14. Johann Georg, principe elettore di Brandeburgo | 29. Magdalene von Sachsen                        |  |  |       |  |  |                                            |  |  |                                           |  |
| 7. Magdalena von Brandenburg                    |                                          | 14. Johann Georg, principe elettore di Brandeburgo |                                                  |  |  |       |  |  |                                            |  |  |                                           |  |
|                                                 |                                          | 15. Elisabeth von Anhalt                           | 30. Joachim Ernst, principe di Anhalt            |  |  |       |  |  |                                            |  |  |                                           |  |
|                                                 |                                          | 15. Elisabeth von Anhalt                           | 30. Joachim Ernst, principe di Anhalt            |  |  |       |  |  |                                            |  |  |                                           |  |
|                                                 |                                          | 15. Elisabeth von Anhalt                           | 31. Agnes von Barby-Mühlingen                    |  |  |       |  |  |                                            |  |  |                                           |  |
|                                                 |                                          | 15. Elisabeth von Anhalt                           |                                                  |  |  |       |  |  |                                            |  |  |                                           |  |